# Bayankol
Der Bayankol befindet sich im Tian Shan in Kasachstan.
Der 5841 m hohe Berg liegt 8,14 km nördlich des Khan Tengri (6995 m) auf der gegenüberliegenden Seite des Nördlichen Engiltschek-Gletschers. Der Bayankol bildet den höchsten Punkt der Sarydschaskette. Westlich liegt der Pik Semjonow (5814 m), östlich der Pik Kasachstan (5761 m).
An der Nordflanke liegt das Nährgebiet des Bayankol-Gletschers, der das Quellgebiet des Bayankol-Flusses bildet.